# Chaîne de Sudirman
Pour l’article homonyme, voir Sudirman.
La chaîne de Sudirman ou Dugunduguoo est une chaîne de montagnes située dans la province de Papouasie centrale en Indonésie. Elle constitue la partie occidentale, et la plus élevée, des monts Maoke.
Elle est nommée en l'honneur du général Sudirman, premier chef de l'armée indonésienne formée à la suite de la proclamation de l'indépendance de l'Indonésie en 1945.